# Zverkov
Zverkov je priimek več oseb:
- Efrem Ivanovič Zverkov, ruski umetnik
- Nikolaj Kuzmič Zverkov, sovjetski general